# Incasoctenus
Incasoctenus és un gènere d'aranyes araneomorfes de la família dels xenoctènids (Xenoctenidae). Fou descrit per primera vegada per Cândido Firmino de Mello-Leitão el 1942. Segons el World Spider Catalog amb data de 23 de gener de 2019 només es coneix una espècies, Incasoctenus perplexus, endèmica del Perú.